# Charles Tart
Charles T. Tart (Morrisville, Pensilvania, 29 de abril de 1937-5 de marzo de 2025) fue un psicólogo y parapsicólogo estadounidense conocido por sus trabajos sobre la naturaleza de la conciencia (en particular sobre los estados alterados de conciencia). También es conocido por ser uno de los fundadores de la psicología transpersonal y por sus investigaciones sobre parapsicología.

## Biografía
Charles Tart nació en Morrisville, Pensilvania, y creció en Trenton, Nueva Jersey. Fue un radioaficionado activo y trabajó como ingeniero de radio cuando era adolescente (con una licencia de radioteléfono de primera clase de la Comisión Federal de Comunicaciones de los EE. UU.). Como estudiante universitario, Tart estudió ingeniería eléctrica en el Instituto de Tecnología de Massachusetts antes de trasladarse a la Universidad de Duke para estudiar psicología con J.B. Rhine. Recibió su doctorado en psicología en la Universidad de Carolina del Norte en Chapel Hill en 1963, y luego completó una investigación postdoctoral en hipnosis con Ernest R. Hilgard en la Universidad de Stanford. Fue profesor de psicología en la Universidad de California en Davis durante 28 años.
Sus primeros libros, Estados alterados de conciencia (1969) y Psicologías transpersonales (1975), se convirtieron en textos ampliamente utilizados, que fueron fundamentales para permitir que estas áreas pasaran a formar parte de la psicología moderna. En 2005 era miembro principal del cuerpo docente del Instituto de Psicología Transpersonal (Palo Alto, California), investigador principal del Instituto de Ciencias Noéticas (Sausalito, California), así como profesor emérito de psicología en la UC Davis y miembro emérito de la junta asesora del Instituto Monroe. Tart fue titular de la Cátedra Bigelow de Estudios de la Conciencia en la Universidad de Nevada en Las Vegas, y se desempeñó como profesor visitante de Psicología Este-Oeste en el Instituto de Estudios Integrales de California, además de instructor en psiquiatría en la Facultad de Medicina de la Universidad de Virginia y consultor en investigación en parapsicología financiada por el gobierno en el Instituto de Investigación de Stanford (ahora conocido como SRI International).
Tart también participó activamente en la teorización y construcción de un dispositivo automático de prueba ESP llamado máquina ESPATESTER construido en la Universidad de Virginia. Apoyó la afirmación de Joseph McMoneagle de haber visto remotamente el pasado, el presente y el futuro, y haber predicho eventos futuros.
Además de investigador de laboratorio, Tart ha sido estudioso de Aikido (del que posee cinturón negro), de meditación, de la obra de Gurdjieff, del budismo, y de otras disciplinas de crecimiento psicológico y espiritual. Tart cree que la evidencia de lo paranormal está uniendo ciencia y espíritu. Su objetivo principal es construir puentes entre las comunidades científica y espiritual, y ayudar a lograr un refinamiento e integración de los enfoques occidentales y orientales tanto para conocer el mundo como para el crecimiento personal y social.
En su libro de 1986 Waking Up, introdujo la expresión "trance de consenso". Tart comparó la conciencia normal de vigilia con el trance hipnótico. Escribió de cómo cada uno de nosotros es inducido desde el nacimiento al trance de la sociedad que nos rodea. Tart notó similitudes y diferencias entre la inducción del trance hipnótico y la inducción del trance por consenso. Hizo hincapié en el enorme y omnipresente poder de los padres, maestros, líderes religiosos, figuras políticas y otros para forzar esa inducción. Refiriéndose al trabajo de Gurdjieff y otros, esboza un camino hacia el despertar basado en la autoobservación.

## Publicaciones

### Traducidas al español
- El fin del materialismo: parapsicología, ciencia y espiritualidad (2013) ISBN 9788499882345

### En inglés
- Altered States of Consciousness (1969), editor. ISBN 0-471-84560-4
- Transpersonal Psychologies (1975)
- On Being Stoned: A Psychological Study of Marijuana Intoxication (1971)
- States of Consciousness (1975)
- Symposium on Consciousness (1975) With P. Lee, R. Ornstein, D. Galin & A. Deikman
- Learning to Use Extrasensory Perception (1976)
- Psi: Scientific Studies of the Psychic Realm (1977)
- Mind at Large: Institute of Electrical and Electronics Engineers Symposia on the Nature of Extrasensory Perception (1979, con Harold E. Puthoff y Russell Targ)
- Waking Up: Overcoming the Obstacles to Human Potential (1986)
- Open Mind, Discriminating Mind: Reflections on Human Possibilities (1989)
- Living the Mindful Life (1994)
- Body Mind Spirit: Exploring the Parapsychology of Spirituality (1997)
- Mind Science: Meditation Training for Practical People (2001)
- States of Consciousness (2001). ISBN 0-595-15196-5
- The End of Materialism: How Evidence of the Paranormal is Bringing Science and Spirit Together (2009) ISBN 978-1572246454

### Entrevistas en audio
- Serie de entrevistas en audio sobre geeks budistas
- La película de Renée Scheltema "Something Unknown" (2009) incluye entrevistas con Charles Tart

- Datos: Q204634
- Multimedia: Charles Tart / Q204634